# Neato Robotics

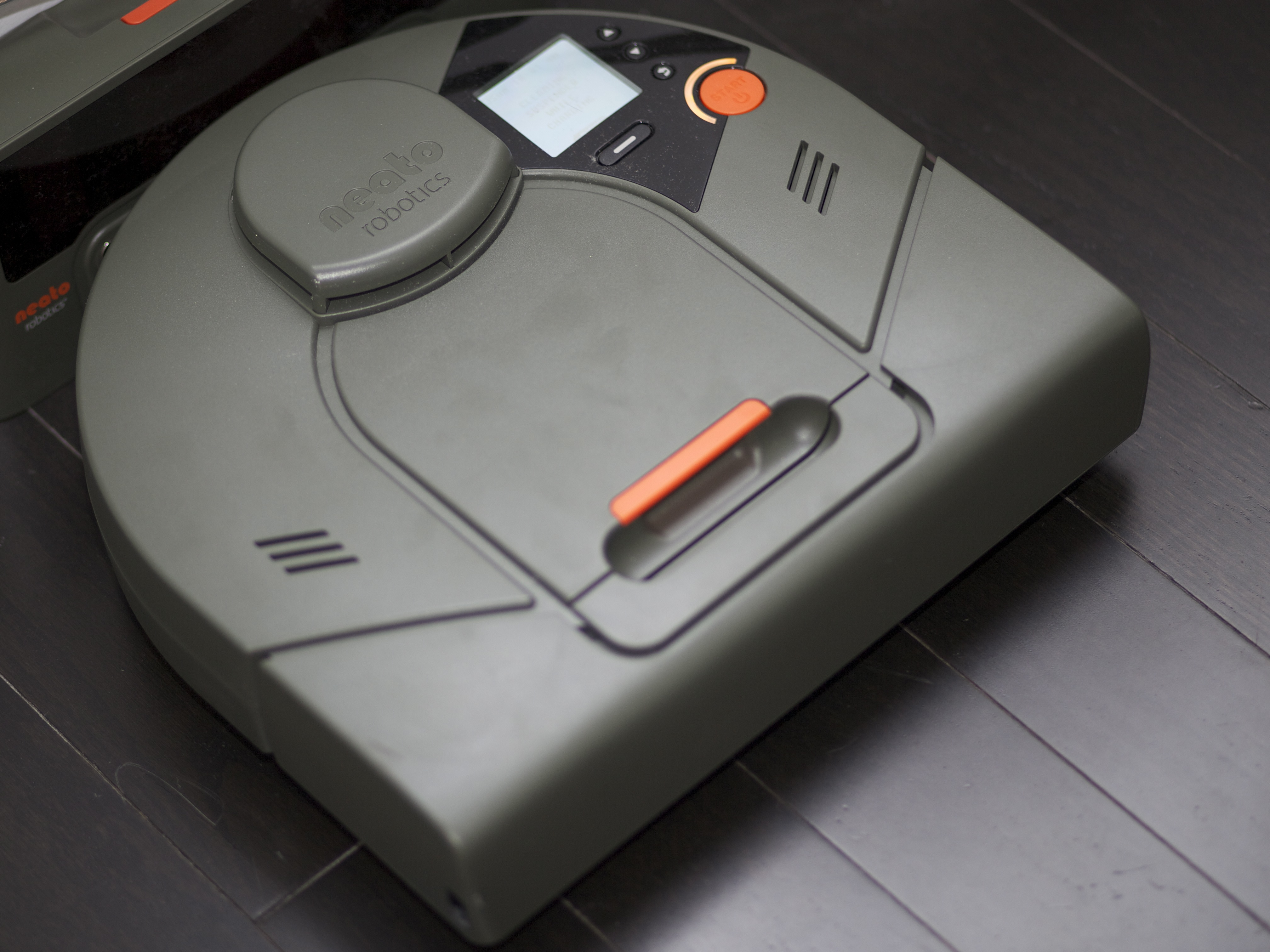
Neato XV-11

Neato Robotics – amerykańskie przedsiębiorstwo produkujące zautomatyzowane odkurzacze, powstałe w 2004 roku, pierwotnie pod nazwą „Home Robots Inc.”, w Kalifornii. Przez cztery lata odbywało się projektowanie robota, w 2010 roku rozpoczęła się sprzedaż. W 2012 roku zarobiła 12,2 miliona dolarów, w kolejnym roku – 14 mln dolarów. Przychód w 2011 roku wyniósł 15 mln dolarów.
W swojej ofercie posiada dwie serie produktów: Botvac oraz XV. Roboty tego producenta posiadają sensor BotVision, dzięki któremu są w stanie zaplanować trasę i jechać według „liniowego” wzoru. Robot wyposażony jest też w czujnik wysokości oraz czujnik dotykowy. Od standardowych automatycznych odkurzaczy różnią się kształtem, roboty posiadają dwa rogi, zamiast całkowicie okrągłego kształtu, co według producenta pozwala im na lepsze docieranie do rogów mieszkania. Okresowo wydawane są aktualizacje oprogramowania, które dodają nowe funkcje oraz niwelują błędy.